# Rabah Debbous
Rabah Debbous (en arabe : رابح دبوس) est un footballeur algérien né le 7 mars 1981 à Sétif. Il évoluait au poste de défenseur central.

## Biographie
Il évolue en première division algérienne avec les clubs, du MSP Batna, du CA Bordj Bou Arreridj et de l'ES Sétif. Il dispute 52 matchs en inscrivant un but en Ligue 1.

## Palmarès
CS Constantine
- Championnat d'Algérie D2 (1) :
  - Champion : 2003-04.